# Walter Kuhn (Volkskundler)
Walter Kuhn (* 27. September 1903 in Bielitz, Österreichisch-Schlesien; † 5. August 1983 in Salzburg) war ein deutscher Volkskundler und Siedlungshistoriker. Im Jahr 1936 wurde er Professor an der Universität Breslau, er verfasste Denkschriften zur „Eindeutschung“ besetzter Gebiete und zur „Umsiedlung“ von Polen und Juden. Nach der Zeit des Nationalsozialismus und dem Zweiten Weltkrieg lehrte er ab 1947 an der Universität Hamburg, publizierte zur Geschichte der deutschen Ostsiedlung und wurde 1968 emeritiert.

## Leben
Bielitz, die Hauptstadt der Bielitz-Bialaer Sprachinsel, gehörte seit 1920 zu Polen. Die Bevölkerung war mehrheitlich deutsch. Walter Kuhn charakterisierte seinen Vater, Direktor der deutschen Gewerbeschule, als alldeutsch. Nach dem Abitur 1921 studierte er an der Technischen Universität Wien und der Technischen Universität Graz. Nach dem dort 1927 abgelegten Ingenieursexamen ermöglichte ihm die „Studienstiftung des deutschen Volkes“ ein Zweitstudium in Volkskunde und Geschichte in Wien, wo er 1931 bei Arthur Haberlandt mit einer Arbeit über Die jungen deutschen Sprachinseln in Galizien promovierte. Er gehörte zu den späteren Studenten von Erwin Hanslik, auch aus der Bielitzer-Bialaer Sprachinsel. Parallel zu seinem Technikstudium hatte er in den Semesterferien als Wandervogel mit elf Freunden 1926 in Wolhynien und Galizien bei den dort heimischen deutschen Minderheiten vor allem sprachliche Studien betrieben, die Kurt Lück im September 1926 auf anderer Ebene fortsetzte. Der Ethnozentrismus führte bei Walter Kuhn zu einer pejorativen Bewertung der Osteuropäer, während Kurt Lück auf die kulturelle „Aufwertung“ der Volksdeutschen setzte. Ab 1932 war er Mitarbeiter beim Kattowitzer „Deutschen Kulturbund“, bis er 1936 von Hermann Aubin in Absprache mit Albert Brackmann nach Breslau geholt wurde, wo er ohne Habilitation außerordentlicher Professor für „Deutsche Volkskunde und ostdeutsches Volkstum“ wurde.
Am 29. September 1939 schickte er Theodor Schieder eine geheime Denkschrift über deutsche Dörfer in Zentralpolen: „Deutsche Dörfer in Mittelpolen unmittelbar jenseits der alten Reichsgrenze. (Geheim!)“ Am 11. Oktober verfasste er gemeinsam mit Hermann Aubin, Albert Brackmann, Theodor Schieder und anderen eine Denkschrift zur „Eindeutschung Posens und Westpreußens“ und der sofortigen „Umsiedlung“ von zunächst 2,9 Millionen Polen und Juden, für die von Brackmann geleitete Publikationsstelle Berlin-Dahlem. Kuhn beantragte am 6. Dezember 1939 die Aufnahme in die NSDAP und wurde zum 1. Februar 1940 aufgenommen (Mitgliedsnummer 7.455.465). Im selben Jahr verfasste er für den Chef der Sicherheitspolizei und der SD-Einwandererzentrale Nord-Ost Lodsch die Denkschrift Stammesgruppen, Bodenverhältnisse, Anbaufrüchte usw. in Galizien und Wolhynien und die sich daraus für die Umsiedlung ergebenden Gesichtspunkte. 1943 wurde er zur Wehrmacht eingezogen und geriet in Frankreich in britische Gefangenschaft.
1947 erhielt er einen von Hermann Aubin vermittelten Lehrauftrag für Volkskunde an der Universität in Hamburg. 1955 bekam er die Professur für „Siedlungsgeschichte und Volkstumsforschung namentlich Ostdeutschlands“ am Hamburger Historischen Seminar, konnte aber erst kurz vor seiner Emeritierung (1968) Hauptseminare abhalten und Staatsprüfungen abnehmen. Er beschäftigte sich jetzt schwerpunktmäßig mit der Geschichte der deutschen Ostsiedlung (Siedlungsgeschichte Oberschlesiens, 1954, und Geschichte der deutschen Ostsiedlung in der Neuzeit, 2 Bände, 1955/57). Kuhn war Mitglied der Historischen Kommission für Schlesien.

## Urteile
Norbert Angermann nennt ihn in der „Ostdeutschen Biographie“ den „bedeutendsten Historiker der deutschen Ostsiedlung“, dessen emotionales Interesse an seinen Themen aus der „Liebe zu unserem Volk“ gespeist worden sei. Hitlers Umsiedlungspolitik habe er abgelehnt.
Beim Oldenburger Bundesinstitut für Kultur und Geschichte der Deutschen im östlichen Europa (BKGE) heißt es über ihn in der von Matthias Weber, Kurt Dröge und Hans Henning Hahn gezeichneten Einschätzung: „Eine Forschungsrichtung war ganz besonders geeignet, imperialistische Aggressionen und Expansionen zu unterstützen: die so genannte Sprachinsel-Volkskunde des Breslauer Volkskundlers Walter Kuhn. Sie beschäftigte sich mit deutschen Minderheitengruppen in Ost- und Südosteuropa, die in kulturellen Rückzugsgebieten zahlreiche Relikte alten Traditionsguts bewahrt hatten und nun dazu benutzt wurden, einen Herrschaftsanspruch auf Grund kultureller Überlieferungen zu konstruieren.“